# Ḩashām Balm
Ḩashām Balm (persiska: حشم بلم, اَشام بُلان, حاشُمبَلم, هاشِم بَلم, حَشَم بَلَم, حشام بلم, Ḩasham Balm) är en ort i Iran.   Den ligger i provinsen Hormozgan, i den sydöstra delen av landet, 1 000 km sydost om huvudstaden Teheran. Ḩashām Balm ligger 978 meter över havet och antalet invånare är 440.
Terrängen runt Ḩashām Balm är kuperad åt nordväst, men åt sydost är den platt.Runt Ḩashām Balm är det glesbefolkat, med 8 invånare per kvadratkilometer. Närmaste större samhälle är Ban Gowd-e Aḩmadī, 1,8 km norr om Ḩashām Balm. Trakten runt Ḩashām Balm är ofruktbar med lite eller ingen växtlighet.